# Mellungsbacka
Mellungsbacka (finska: Mellunmäki) är ett delområde i stadsdelen Mellungsby i östra Helsingfors. 
Mellungsbacka metrostation är ändstation för den norra grenen av Helsingfors metro och blev klar år 1989. Vanda projekterar en 19 kilometer lång snabbspårväg från Mellungsbacka över Dickursby till Helsingfors-Vanda flygplats.

## Bildgalleri

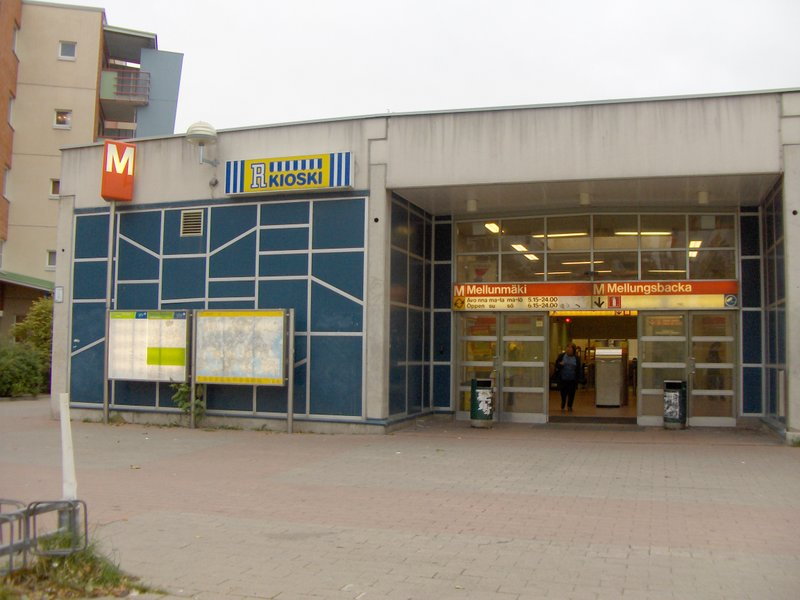
Ingång till metrostationen.
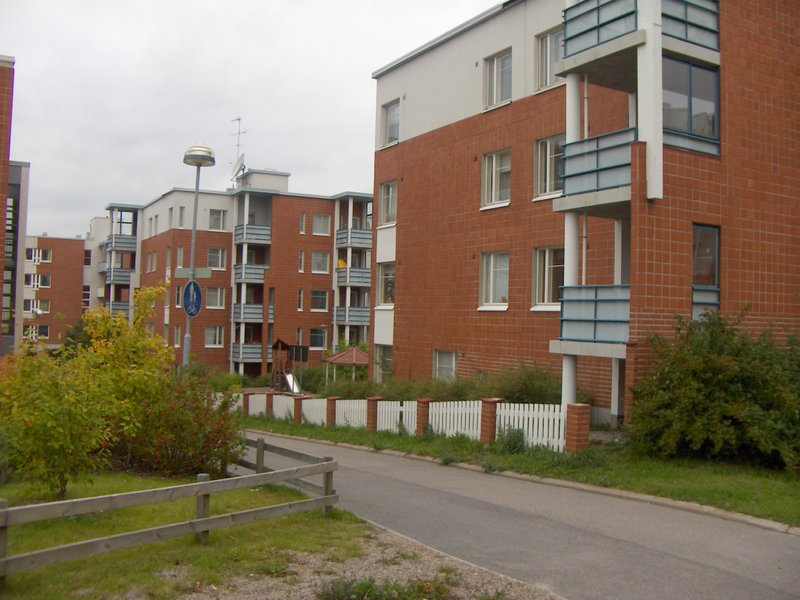
Bostadsmiljö från Bredberget i Mellungsbacka.